# Patrick Lancelot
Pour les articles homonymes, voir Lancelot (homonymie).
Patrick Lancelot est un acteur et producteur français né le 14 mai 1941 à Alger et mort le 28 novembre 2000 dans un accident d'avion au Venezuela, dans l'État de Sucre, à proximité de Carúpano.
Il est le frère jumeau du réalisateur Philippe Lefebvre.
Dans le feuilleton Les Oiseaux rares, Patrick Lancelot est le fiancé, Bernard. Son rôle le plus marquant reste celui de Philippe d'Aunay dans Les Rois maudits (1972).

## Filmographie

### Acteur
- 1968 : Les Compagnons de Baal de Pierre Prévert (TV) : Jacques
- 1969 : Les Oiseaux rares d'Elisabeth Fontenay (Bernard) (TV)
- 1972 : Les Rois maudits (épisode "Le Roi de fer") de Claude Barma (Philippe d'Aunay) (TV)
- 1973 : La Ligne de démarcation - épisode 13 : Rémy (série télévisée) : Philipon
- 1974 : Le Fantôme de la liberté de Luis Buñuel
- 1975 : Section spéciale de Costa-Gavras (Maître Girbouille)
- 1975 : On a retrouvé la septième compagnie de Robert Lamoureux (un soldat français)
- 1975 : Les Cinq Dernières Minutes, épisode, Le lièvre blanc aux oreilles de Claude Loursais : Gérard Martin
- 1977 : Fachoda, la Mission Marchand de Robert Guez (un trafiquant) (TV)
- 1978 : Gaston Phébus de Bernard Borderie (feuilleton TV)
- 1981 : Silas de Sigi Rothemund (TV)
- 1997 : Artemisia d'Agnès Merlet

### Directeur de production
- 1998 : Ceux qui m'aiment prendront le train de Patrice Chéreau

## Théâtre
- 1973 : Conversations dans le Loir-et-Cher de Paul Claudel, mise en scène Guy Lauzin, Carré Thorigny Sylvia Monfort